# Autapomorfia

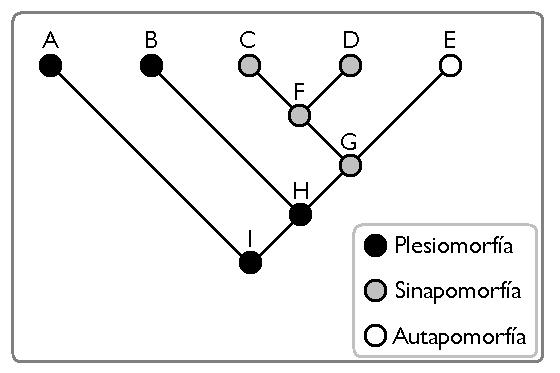

In cladistica, l'autapomorfia  (dal greco αὐτός, "proprio", ἀπό, "da" e μορφή, "forma") è un tratto derivato che è unico per ogni gruppo terminale. Un carattere autapomorfo non compare nei parenti più vicini del gruppo terminale e non compare nei progenitori ancestrali comuni.
L'autapomorfia è perciò un carattere apomorfo esclusivo, poiché comparso come tale nella sola linea filetica che esso rappresenta.
Un esempio sono le appendici segmentali, appaiate ed articolate caratteristiche degli artropodi.